# Parco fotovoltaico Olmedilla de Alarcón
Il parco fotovoltaico Olmedilla de Alarcón situato a Olmedilla de Alarcón in Spagna era (a gennaio 2011) il quinto impianto fotovoltaico al mondo (a marzo 2025 al 150-esimo posto), dopo essere stato per un certo periodo il più grande impianto fotovoltaico al mondo, ma, nello stesso periodo, la terza centrale solare al mondo, dopo Solar Energy Generating Systems e Nevada Solar One. Costruito nel 2008, l'impianto usa più di 270000 pannelli solari per generare fino a 60 MW , generando all'incirca l'energia necessaria a 40000 case il cui consumo sia di 2000 chilowattora all'anno.